# The Queen (sång)
The Queen är en poplåt skriven av Henrik Janson och Tony Nilsson och framförd av Velvet i den svenska Melodifestivalen 2009. Låten deltog vid den tredje deltävlingen i Ejendals Arena i Leksand den 21 februari 2009, där bidraget dock slogs ut.
Singeln släpptes den 23 februari 2009 och nådde som högst 15:e plats på den svenska singellistan. Låten gick även in på Trackslistan. Den låg även på Velvets album The Queen.
Under Melodifestivalen 2012 var låten med i "Tredje chansen".

## Listplaceringar
| Lista (2009) | Topplacering |
| ------------ | ------------ |
| Sverige      | 15           |